# فرانك كولير
فرانك كولير (بالإنجليزية: Frank Collier)‏ هو لاعب دوري الرغبي بريطاني، ولد في 26 أبريل 1933 في ويغان في المملكة المتحدة، وتوفي في 1 سبتمبر 1989.